# Melittomma auberti
Melittomma auberti är en skalbaggsart som beskrevs av Leon Fairmaire 1891. Melittomma auberti ingår i släktet Melittomma och familjen varvsflugor. Inga underarter finns listade i Catalogue of Life.